# りとむ
りとむは三枝昂之が主宰する日本の短歌結社、及び短歌雑誌。1992年創刊。萩原慎一郎が所属していたことでも知られている。

## 概要
1992年に歌人の三枝昂之が主宰し、三枝浩樹、今野寿美と共に創刊。短歌結社名の「りとむ」の由来は近代の詩人の上田敏や永井荷風、吉田一穂らが詩歌においての韻律として使用していた和製フランス語から由来される。関連書籍や所属する歌人の歌集は様々な出版社から「りとむコレクション」として発売されている。

## 出身者
- 三枝昂之
- 今野寿美
- 三枝浩樹
- 田村元
- 樋口智子
- 寺尾登志子[2]
- 萩原慎一郎
- 高山鉄男
- 沢桃子
- 千家統子
- 木村博子
- 杉山由枝
- 津村スマ子
- 目良幸子[3]
- 山川澄子[4]
- 山口文子（パリュスあや子）
- 中島三枝子
- 岩内敏行